# Khājān-e Chahār Dāng
Khājān-e Chahār Dāng är en ort i Iran.   Den ligger i provinsen Gilan, i den nordvästra delen av landet, 240 km nordväst om huvudstaden Teheran. Antalet invånare är 553.
Terrängen runt Khājān-e Chahār Dāng är mycket platt. Runt Khājān-e Chahār Dāng är det tätbefolkat, med 659 invånare per kvadratkilometer. Närmaste större samhälle är Rasht, 8,9 km sydväst om Khājān-e Chahār Dāng. Runt Khājān-e Chahār Dāng är det i huvudsak tätbebyggt.